# Ecos (episodio de Fear Itself)
Ecos (Echoes) es el décimo episodio de la única temporada de la serie de televisión Fear Itself. Trata sobre un agradable hombre que empieza a creer que en una vida pasada fue un asesino y los eventos de esta vida pasada vuelven a repetirse en el presente. Escrita por Sean Hood y dirigida por Rupert Wainwright. 

## Elenco
- Aaron Stanford: Stephen
- Eric Balfour: Maxwell
- Camille Guaty: Karen/Zelda
- Gerard Plunkett: Psicólogo
- Michael Ryan
- Mitchell Verigin
- Scott Roberts
- Ryan Anderson
- Heidi Towey
- Valerie White
- Meghan Leigh
- Aimee Beaudoin
- Amber Bissonnette
- Bailey Kjeldgaard
- Gino Akbari
- Adam Blocka
- Evan Westfal

- Datos: Q5332772